# Conrad Rautenbach

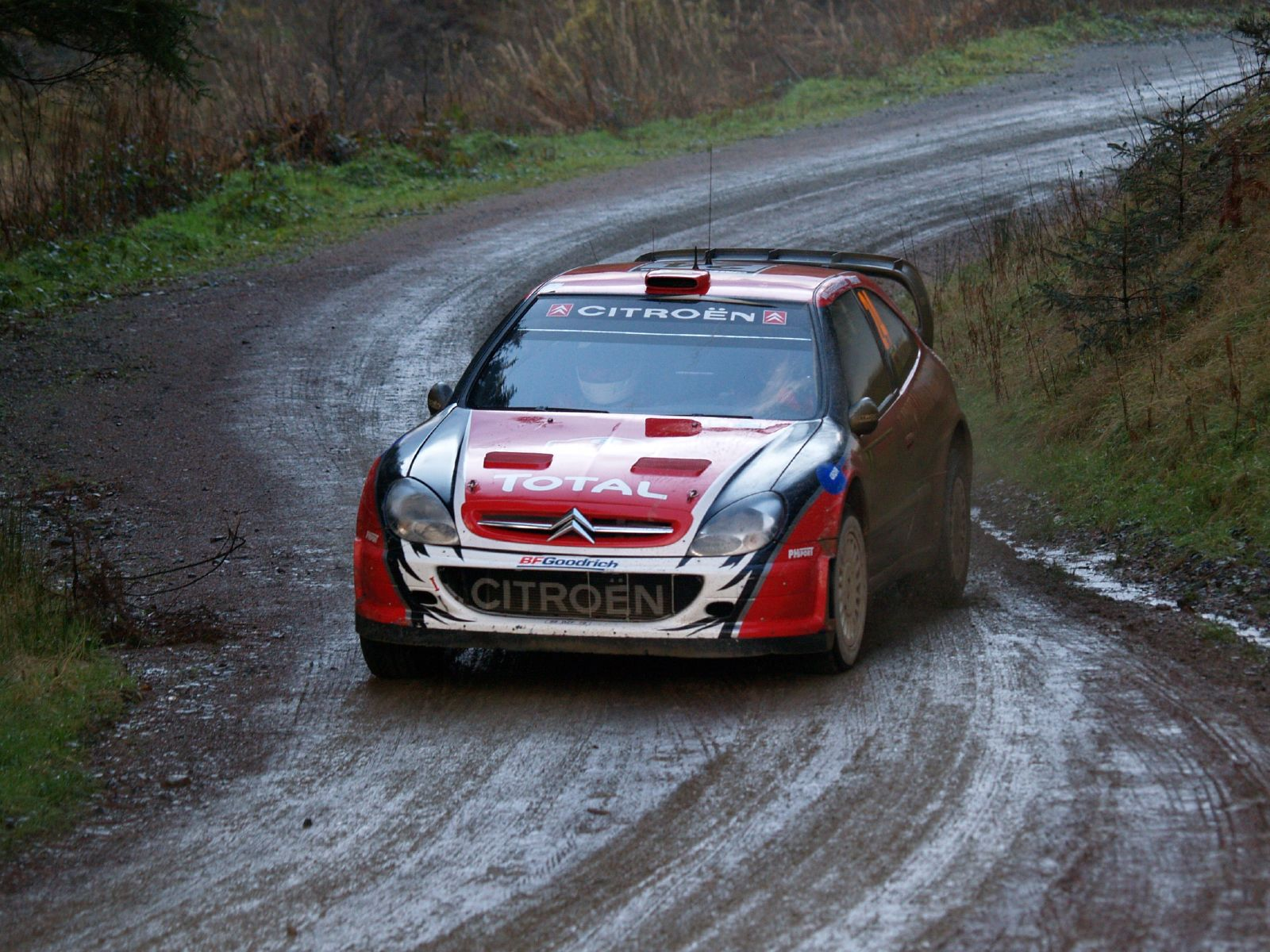
Rautenbach en el Rally de Gran Bretaña.

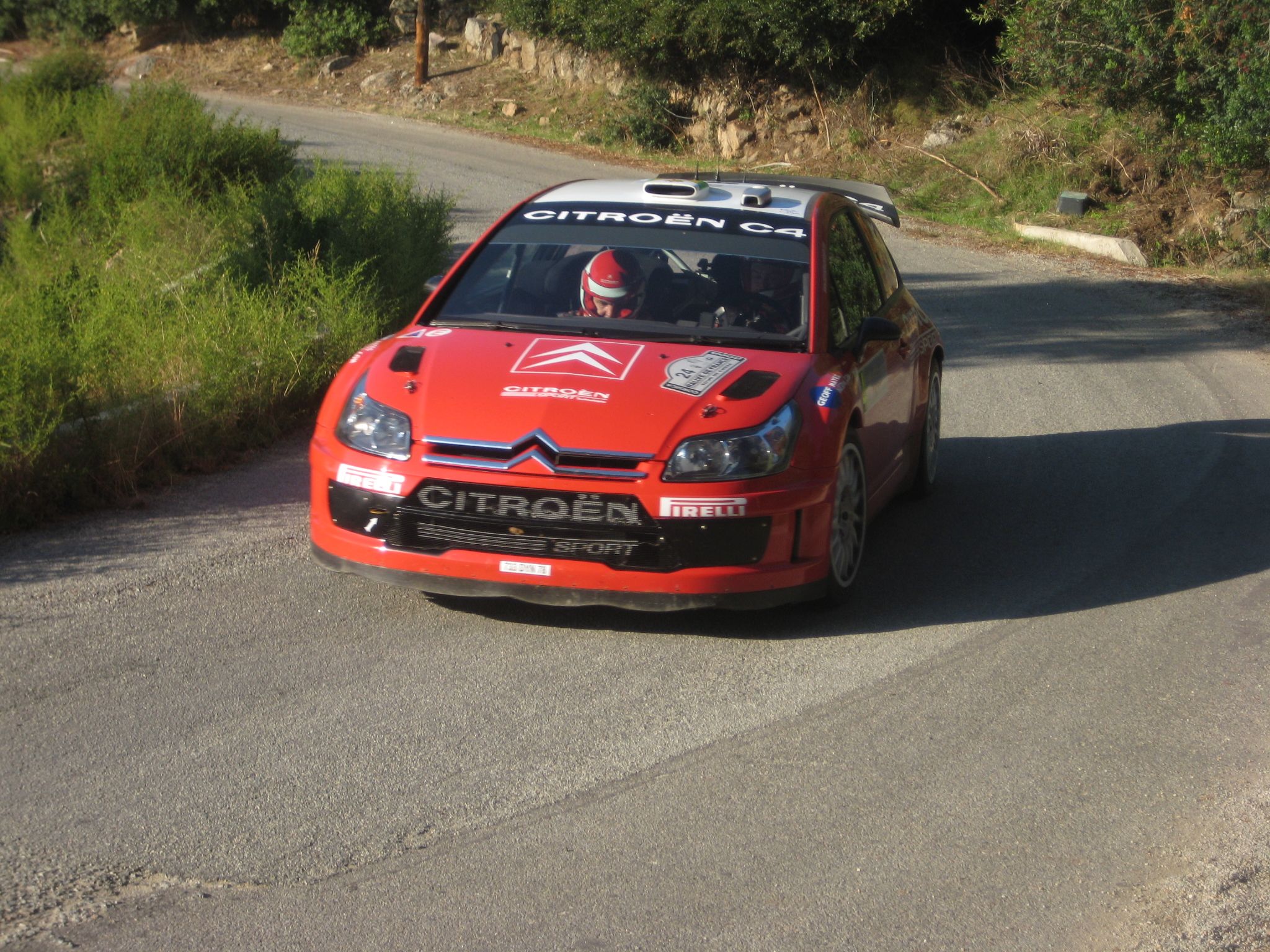
Rautenbach en el Rally de Córcega.

Conrad Rautenbach (nacido el 12 de noviembre de 1984) es un piloto de rally de Zimbabue que ha competido en el Campeonato Mundial de Rally para el Citroën Junior Team junto con su copiloto, Daniel Barritt. Ganó el título del Campeonato de África de Rally en 2007, pilotando un Subaru Impreza.

## Trayectoria
Condujo para el equipo de gestión privada PH Sport en un Citroën C4 WRC para la Temporada 2008, donde logró los puntos finales en dos ocasiones, un 8.º puesto en el Rally de Turquía y un mejor resultado de 4.º puesto en el Rally de Argentina. Sin embargo, también hubo algunos momentos extraños en 2008, no menos que la colisión ahora infame con Sébastien Loeb en el Rally de Jordania, donde los dos coches chocaron frontalmente forzando a ambos a retirarse inmediatamente.
Para 2009 Rautenbach se unió al Citroën Junior Team donde continuará la campaña con un Citroën C4 WRC. En el Rally de Irlanda, el primer evento de la temporada, Rautenbach tenía un primer día prometedor, marcando unos tiempos en la etapa consistentes en los ocho primeros, y terminó el día en el quinto lugar. Sin embargo, anticipadamente en el segundo día lo vieron deslizarse en la tabla de posiciones, con el tiempo de acabado en el décimo octavo en el rally. 2009 ha seguido siendo una temporada inconsistente para Rautenbach, con los abandonos en el Rally de Noruega, Rally de Portugal y en el Rally de Argentina, sin embargo, logró los puntos finales en el Rally de Chipre y el Rally Acrópolis, finalizando 6.º y 5.º respectivamente.
Su padre Billy Rautenbach también fue piloto de rally.

## Resultados

### WRC
| Año  | Equipo              | Auto                   | 1       | 2       | 3       | 4       | 5       | 6       | 7       | 8      | 9       | 10      | 11      | 12      | 13      | 14      | 15      | 16      | Posición | Puntos |
| ---- | ------------------- | ---------------------- | ------- | ------- | ------- | ------- | ------- | ------- | ------- | ------ | ------- | ------- | ------- | ------- | ------- | ------- | ------- | ------- | -------- | ------ |
| 2004 | Conrad Rautenbach   | Ford Puma S1600        | MON Ret | SWE     | MEX     | NZL     | CYP     |         |         |        |         |         |         |         |         |         |         |         | -        | 0      |
| 2004 | Conrad Rautenbach   | Opel Corsa S1600       |         |         |         |         |         | GRE Ret | TUR 22  | ARG    | FIN Ret | GER     | JPN     | GBR Ret |         |         |         |         | -        | 0      |
| 2004 | Conrad Rautenbach   | Suzuki Ignis S1600     |         |         |         |         |         |         |         |        |         |         |         |         | ITA Ret | FRA     |         |         | -        | 0      |
| 2004 | Conrad Rautenbach   | Citroën Saxo S1600     |         |         |         |         |         |         |         |        |         |         |         |         |         |         | ESP 33  | AUS     | -        | 0      |
| 2005 | Conrad Rautenbach   | Citroën Saxo S1600     | MON     | SWE     | MEX Ret | NZL     |         |         |         |        |         |         |         |         |         |         |         |         | -        | 0      |
| 2005 | Conrad Rautenbach   | Citroën C2 S1600       |         |         |         |         | ITA 27  | CYP     | TUR     | GRE 28 | ARG     | FIN 40  | GER Ret | GBR     | JPN     | FRA 20  | ESP Ret | AUS     | -        | 0      |
| 2006 | Conrad Rautenbach   | Renault Clio S1600     | MON     | SWE     | MEX     | ESP 25  | FRA 18  | ARG     | ITA 16  |        | GER 33  | FIN 43  | JPN     | CYP     | TUR 17  | AUS     | NZL     |         | -        | 0      |
| 2006 | Conrad Rautenbach   | Subaru Impreza WRX STI |         |         |         |         |         |         |         | GRE 34 |         |         |         |         |         |         |         | GBR 64  | -        | 0      |
| 2007 | Conrad Rautenbach   | Citroën C2 S1600       | MON     | SWE     | NOR     | MEX     | POR 34  | ARG     | ITA Ret | GRE    | FIN 23  | GER 14  | NZL     | ESP 23  | FRA 26  | JPN     | IRE     |         | -        | 0      |
| 2007 | Conrad Rautenbach   | Citroën Xsara WRC      |         |         |         |         |         |         |         |        |         |         |         |         |         |         |         | GBR Ret | -        | 0      |
| 2008 | Conrad Rautenbach   | Citroën Xsara WRC      | MON Ret | SWE 16  |         |         |         |         |         |        |         |         |         |         |         |         |         |         | 15th     | 6      |
| 2008 | Conrad Rautenbach   | Citroën C4 WRC         |         |         | MEX 15  | ARG 4   | JOR 26  | ITA 13  | GRE 10  | TUR 8  | FIN 10  | GER 13  | NZL Ret | ESP Ret | FRA 14  | JPN Ret | GBR 15  |         | 15th     | 6      |
| 2009 | Citroën Junior Team | Citroën C4 WRC         | IRE 18  | NOR Ret | CYP 6   | POR Ret | ARG Ret | ITA 9   | GRE 5   | POL 8  | FIN Ret | AUS Ret | ESP 11  | GBR 8   |         |         |         |         | 10th     | 9      |

### Rally Dakar
| Año     | Categoría | Vehículo     | Posición | Etapas |
| ------- | --------- | ------------ | -------- | ------ |
| 2017    | Coches    | Toyota Hilux | 9.º      | -      |
| Fuente: |           |              |          |        |